# БМ-24
БМ-24 (индекс ГРАУ — 8У31) — советская боевая машина реактивной системы залпового огня М-24.

## История создания
БМ-24 разрабатывалась в ГСКБ Министерства оборонной промышленности под руководством В.П. Бармина. Первые испытания опытной системы М-31А (впоследствии М24) были проведены летом 1950 года. 22 марта 1951 года боевая машина БМ-24 постановлением Совета Министров СССР №875-441сс была принята на вооружение Советской армии.

## Описание конструкции
Основной задачей боевой машины БМ-24 являлось подавление и уничтожение опорных пунктов, живой силы, укреплений, артиллерийских и миномётных батарей. Организационно боевые машины входили в бригады корпусной артиллерии. В каждом корпусе насчитывалось по 54 боевых машины БМ-24.
БМ-24 была выполнена на базе грузовика ЗИС-151, на раме которого устанавливалась артиллерийская часть. В состав артиллерийской части входили:
1. 12 направляющих;
2. Фермы;
3. Поворотная рама;
4. Тумба;
5. Уравновешивающий механизм;
6. Электрооборудование;
7. Прицел;
8. Механизм вертикального наведения;
9. Механизм горизонтального наведения.

Во время выстрела снаряды направлялись по направляющим, которые закреплялись в ферме. Ферма выполнялась в виде сварной пространственной конструкции и закреплялась в кронштейнах поворотной рамы, образуя таким образом с направляющими качающуюся часть. В свою очередь, поворотная рама, в которой размещались качающаяся часть, прицелы, подъёмный и уравновешивающий механизмы, образовывала вращающуюся часть. На лонжеронах автомобильного шасси закреплялся надрамник, к которому приваривалась неподвижная тумба, на тумбе размещалась вращающаяся часть. Подъёмный механизм винтового типа обеспечивал вертикальные углы наведения от +10° до +50° в горизонтальном секторе ±70°, при горизонтальных углах наведения более ±25° обеспечивалась наводка по вертикали в секторе от 0 до +50°. Для снижения усилия на рукоятке механизма вертикального наведения, качающаяся часть снабжалась уравновешивающим пружинным механизмом толкающего типа. Горизонтальное наведение осуществлялось червячным механизмом горизонтального наведения. Воспламенение пороховых зарядов в реактивных снарядах производили контакт-свечи снаряда, на которые поступал ток от аккумуляторных батарей боевой машины. Сигнал о подаче тока мог подаваться с пульта из кабины машина, а также с выносного пульта из укрытия на расстоянии до 80 метров от машины. Кабина была полностью герметична и защищала экипаж от воздействия газовой струи выстрелов. Для придания устойчивости при стрельбе, а также для разгрузки задних мостов, на раме машины были установлены домкраты..

### Вооружение
В качестве основного вооружения использовались турбореактивные снаряды. Кроме фугасных, в номенклатуру вооружения БМ-24 входили химические снаряды. Площадь поражения при одном залпе могла составлять до нескольких гектаров.
Состояла на вооружении:
7-й гвардейской миномётной бригады 10-й артиллерийской дивизии прорыва РВГК, 1959 год.
| Таблица ТТХ снарядов, используемых БМ-24 |           |                   |                   |              |                 |                              |                           |                           |                            |
| Обозначение                              | Индекс    | Длина снаряда, мм | Масса снаряда, кг | Масса БЧ, кг | Масса ВВ/ОВ, кг | Масса пороха в двигателе, кг | Время работы двигателя, с | Максимальная дальность, м | Частота вращения, об./мин. |
| Фугасные снаряды                         |           |                   |                   |              |                 |                              |                           |                           |                            |
| М-24Ф                                    | 53-Ф-961  | 1124              | 112,25            | 60,8         | 27,4            | 16,2                         | 0,5—1                     | 6575                      | 7000                       |
| М-24ФУД                                  | 53-Ф-961У | 1245              | 109,0             | 46,5         | 18,4            | 23,96                        | 0,9—2,2                   | 10 600                    | 9500                       |
| МД-24Ф                                   | 3Ф1       | 1684              | 155,0             | 48,4         | 19,8            | 44,3                         | 2,3—4,9                   | 17 500                    | 15 000                     |
| Химические снаряды                       |           |                   |                   |              |                 |                              |                           |                           |                            |
| МС-24                                    | 3Х1       | 1240              | 109,0             | 44,3         | 8,0             | 16,2                         | 0,5—1,0                   | 6500                      | 7000                       |
| МС-24УД                                  |           | 1240              | 109,0             |              |                 | 44,3                         | 2,3—4,9                   | 16 000                    | 15 000                     |

## Модификации
- БМ-24 (8У31) — базовый вариант на шасси ЗИС-151
- БМ-24М (2Б3) — модернизированная версия на шасси ЗИЛ-157. Изменения коснулись конструкции фермы, прицел ПГ (51-ОП-211) заменён на прицел ПГ-1 с орудийным коллиматором К-1[2].

## Машины на базе
- БМ-24Т — модификация на базе гусеничного тягача АТ-С
- БМ-24П — опытная модификация на базе бронетранспортёра БТР-50
- БМД-24Б — проект боевой машины с возможностью использования как старых ракет М-24, так и новых МД-24Ф и МБ-24. В качестве базы рассматривались тягачи ГТ-Л, АТ-С, объект 408 на основе АТ-Т и грузовик УралЗиС-375[6].

## Операторы
- Алжир — 30 БМ-24, по состоянию на 2024 год.[7]
- Ангола — некоторое количество БМ-24, по состоянию на 2024 год.[7]
- КНДР — некоторое количество, по состоянию на 2024 год,[7] было поставлено из СССР 200 единиц БМ-24 в период с 1956 по 1959 год[8].

### Бывшие операторы
- ГДР — 72 единицы БМ-24, поставлено из СССР в период с 1963 по 1964 год[8].
- Египет — 48 БМ-24 на хранении, по состоянию на 2024 год.[7]
- Израиль — 36 БМ-24, по состоянию на 2019 год[9]. по состоянию на 2024 год на вооружении не стоят.[7]
- Куба — 20 единиц БМ-24, поставлено из СССР в период с 1961 по 1962 год[8].
- Мозамбик — количество и статус неизвестны[2]
- Польша — 50 единиц БМ-24, поставлено из СССР в период с 1961 по 1965 год[8].
- Сирия — 300 единиц БМ-24, поставлено из СССР в период с 1967 по 1969 год[8].
- Сомали — количество и статус неизвестны[2].

### Сноски
1. ↑  Отравляющее вещество Р-35 (зарин).